# 1899 في المملكة المتحدة
فيما يلي قوائم الأحداث التي وقعت خلال عام 1899 في المملكة المتحدة.

## سياسة

### تعيين في المنصب
- 6 فبراير – هنري كامبل بانرمان زعيم معارضة.

## رياضة
- 1 يناير – بطولة ويمبلدون 1899

## كتب
من الكتب التي صدرت هذه السنة في المملكة المتحدة:
- 1 يناير – النائم يستيقظ من تأليف هربرت جورج ويلز.

## مواليد

### يناير
- 1 يناير – جاك بيريسفورد مُجدّف من المملكة المتحدة.
- 17 يناير – نيفيل شوت
- 27 يناير – جورج آرثر ممثل من المملكة المتحدة.

### فبراير
- 2 فبراير – ميلفينا دين عالمة رسم خرائط من المملكة المتحدة.
- 3 فبراير – بوب يوحنا
- 3 فبراير – دوريس سبيد ممثلة من المملكة المتحدة.

### أبريل
- 2 أبريل – روبن هيل
- 30 أبريل – بارت مكغي لاعب كرة قدم أمريكي.

### يونيو
- 19 يونيو – روبرت إيثرنغتون لاعب كرة قدم بريطاني.

### يوليو
- 1 يوليو – تشارلز لوتون

### أغسطس
- 13 أغسطس – ألفريد هتشكوك
- 19 أغسطس – تشارلي هال

### سبتمبر
- 30 سبتمبر – توم ميتشيل

### أكتوبر
- 2 أكتوبر – ادموند كليفتون ستونر فيزيائي بريطاني.
- 12 أكتوبر – دونكان ووكر لاعب كرة قدم اسكتلندي.
- 18 أكتوبر – جانت فاوغهان عالمة وظائف أعضاء من المملكة المتحدة.

### نوفمبر
- 10 نوفمبر – هيلين بورتر عالمة نبات بريطانية.

### ديسمبر
- 2 ديسمبر – جون بابوريلي
- 9 ديسمبر – موريس يونغ
- 12 ديسمبر – تشارلي جونز لاعب كرة قدم ويلزي.
- 16 ديسمبر – نويل كوارد
- 19 ديسمبر – آن بيشوب
- 29 ديسمبر – جاك لامبرت ممثل بريطاني.

## وفيات

### فبراير
- 6 فبراير – ألفريد هيراداتيري أمير ساكس كوبورج وغوتا (مواليد 1874)

### أغسطس
- 9 أغسطس – إدوارد فرانكلاند (مواليد 1825) كيميائي من المملكة المتحدة.

### سبتمبر
- 2 سبتمبر – إرنست رينشو (مواليد 1861) لاعب كرة مضرب من المملكة المتحدة.

### ديسمبر
- 30 ديسمبر – جيمس باجت (مواليد 1814)